# Plagiogonus krataay
Plagiogonus krataay är en skalbaggsart som beskrevs av Masumoto 1992. Plagiogonus krataay ingår i släktet Plagiogonus och familjen Aphodiidae. Inga underarter finns listade i Catalogue of Life.